# Engelbrechtsmünster

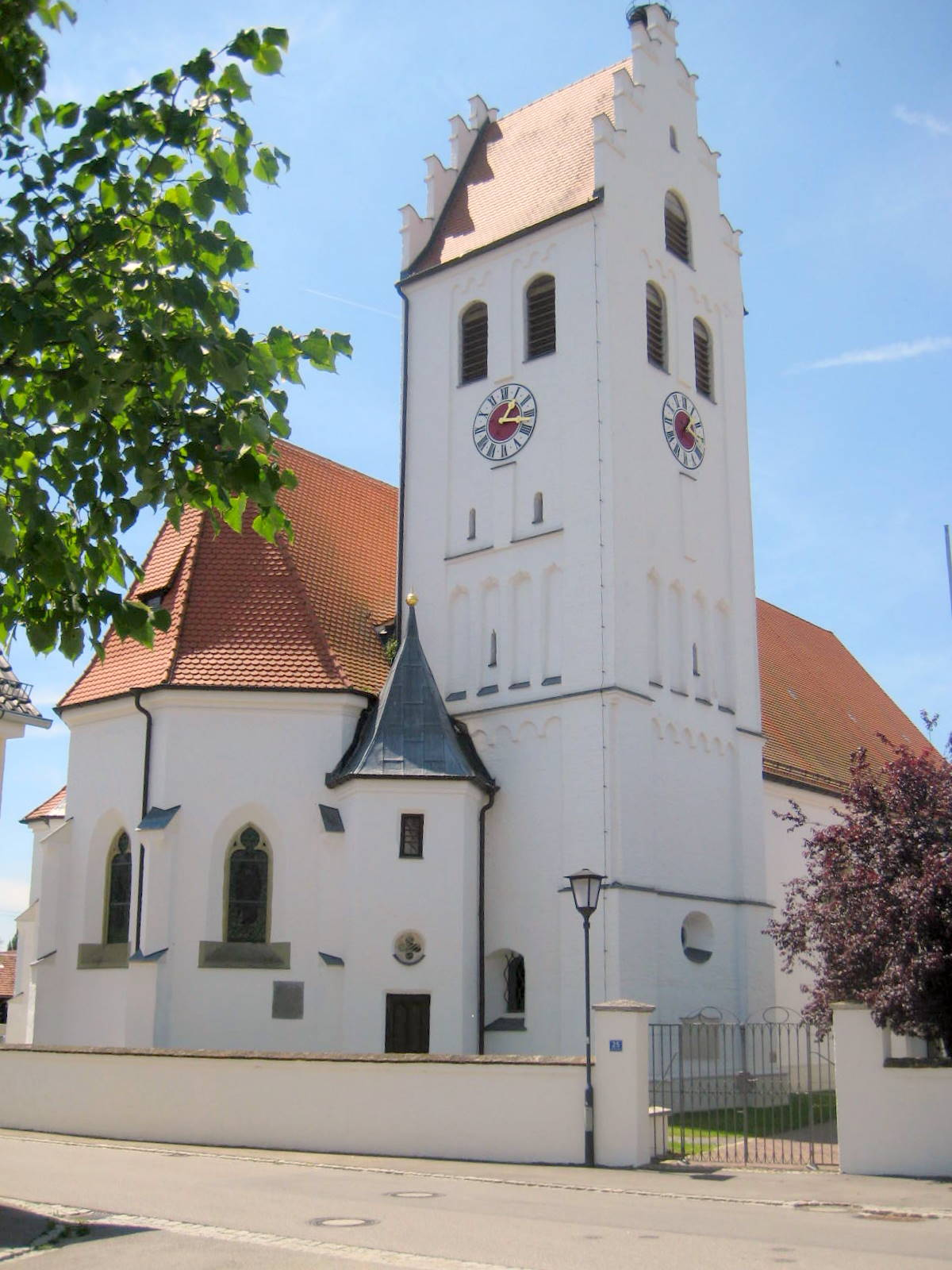
Pfarrkirche Hl. Kreuz

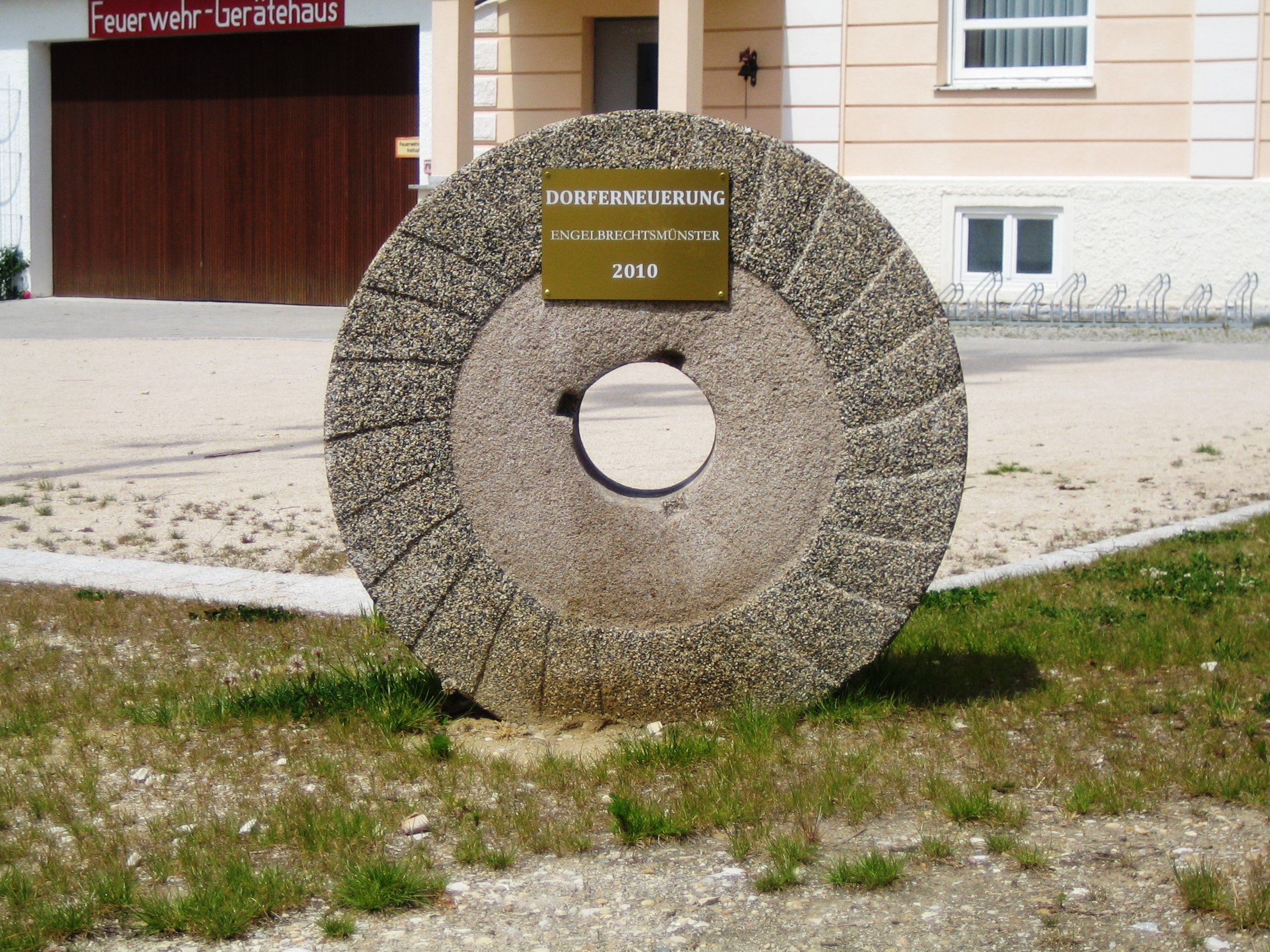
Denkmal für die Dorferneuerung

Engelbrechtsmünster ist ein Ortsteil der Stadt Geisenfeld in der Hallertau in Oberbayern. Im Jahr 2024 hatte das Pfarrdorf 396 Einwohner.
Engelbrechtsmünster liegt in östlicher Richtung, etwa zwei Kilometer vom Stadtkern Geisenfelds entfernt.

## Geschichte
Eine erste Ansiedlung von Kolumbaner Mönchen gab es um 600. Ab dem Jahr 821 gab es ein Kloster der Benediktiner. Die Pfarrkirche wurde um das Jahr 1400 erbaut. Im Jahr 1875 wurde der Pfarrer von Engelbrechtsmünster, Friedrich von Schreiber, Erzbischof von Bamberg.
Die Eingemeindung in die Stadt Geisenfeld erfolgte am 1. April 1971. Zur ehemaligen Gemeinde Engelbrechtsmünster gehörte das Dorf Kleinmünster; beide Orte sind zusammengewachsen und die amtliche Ortsteil-Bezeichnung war bei der Eingemeindung bereits aufgehoben.
Der Ortskern wurde mit dem neuen Dorfplatz, Maibaum, Bachlauf und Festplatz im Rahmen der Dorferneuerung im Jahr 2010 neu gestaltet.

## Bauwerke
- Pfarrkirche Hl. Kreuz, Ursprung 15. Jahrhundert, vergrößert 1910

## Vereine
- Freiwillige Feuerwehr Engelbrechtsmünster – gegründet 1873 (Gründer Friedrich von Schreiber)
- Krieger- und Kameradenverein – gegründet 1920
- SpVgg Engelbrechtsmünster – gegründet 1966
- Obst- und Gartenbauverein – gegründet ca. 1996